# 테하노 음악
테하노 음악(영어: Tejano music, 스페인어: Música tejana)은 텍스멕스 음악(영어: Tex-Mex music)으로도 알려진 멕시코와 미국의 영향을 융합한 대중적인 음악 스타일이다. 전형적으로, 테하노는 멕시코의 스페인 보컬 스타일과 체코와 독일 장르의 댄스 리듬, 특히 폴카나 왈츠를 결합했다. 테하노 음악은 전통적으로 아코디언과 기타 또는 바조섹토를 특징으로 하는 작은 그룹에 의해 연주되었다. 그것의 진화는 북부 멕시코에서 시작되었다.

## 같이 보기
- 카를로스 산타나
- 치카노 록